# Brooklyn Street Circuit
Het Brooklyn Street Circuit is een stratencircuit in de borough Brooklyn in de Amerikaanse stad New York. Op 15 en 16 juli 2017 was het circuit voor het eerst gastheer van de ePrix van New York, een Formule E-race tijdens het derde seizoen van de klasse.
Het circuit ligt in het westen van de wijk Red Hook, naast het Brooklyn Cruise Terminal en de Atlantic Basin. Het circuit is 1,947 kilometer lang en telt tien bochten.
De eerste races op het circuit werden gewonnen door DS Virgin Racing-coureur Sam Bird, die na Nicolas Prost de tweede coureur werd die twee races in een Formule E-weekend wist te winnen.